# Up All Night (chanson de Blink-182)
Pour les articles homonymes, voir Up All Night.
Singles de Blink-182
Not Now
(2005) After Midnight
(2011)
Pistes de Neighborhoods
Natives
(02) After Midnight
(04)
Up All Night est une chanson du groupe Blink-182 qui apparaît sur l'album Neighborhoods. La version single est sortie en téléchargement légal le 14 juillet 2011. Il n'existe pas pour l'instant de single au format CD-ROM. Il s'agit de la première chanson du groupe depuis 2005 et la sortie du précédent single Not Now, et ce à cause de la rupture provisoire du groupe en 2005. De l'avis même du guitariste Tom DeLonge, cette chanson possède un son proche de celui de Box Car Racer, le groupe qu'il a formé avec le batteur de Blink-182 Travis Barker pendant la pause du groupe.

## Liste des pistes
| Up All Night | Up All Night | Up All Night | Up All Night | Up All Night | Up All Night | Up All Night | Up All Night | Up All Night | Up All Night |
| No           | Titre        | Auteur       | Durée        |              |              |              |              |              |              |
| ------------ | ------------ | ------------ | ------------ | ------------ | ------------ | ------------ | ------------ | ------------ | ------------ |
| 1.           | Up All Night | Blink-182    | 3:19         |              |              |              |              |              |              |
| 3:19         |              |              |              |              |              |              |              |              |              |

## Clip
Le clip montre des adolescents en train de saccager une ville, les parents en étant absents. La nuit, les rues en flammes et l'atmosphère générale du clip ont pour but de créer un clip plus sérieux et plus profond selon les désirs du groupe, coupant avec le style humoristique des précédents clips de celui-ci. Le clip a été réalisé par Isaac Rentz.

## Collaborateurs
- Tom DeLonge — Chant, Guitare
- Mark Hoppus — Chant, Basse
- Travis Barker — Batterie